# École des arts industriels et des mines
École des arts industriels et des mines es una  escuela de ingeniería  de Francia fundada en 1854. Su heredero es École centrale de Lille.

## Historia
École des arts industriels et des mines de Lille fue fundada en 1854, con el apoyo de científicos como Frédéric Kuhlmann y Louis Pasteur (decano de la Facultad de Ciencias de Lille).
El plan de estudios durante los dos primeros años de la enseñanza de la ingeniería incluye la fabricación y la industria textil, el diseño del motor, la química y la metalurgia, minas, como es requerido por los empresarios en el norte de Francia. El tercer año del plan de estudios proporciona clases opcionales en los motores, la explotación de minas, ingeniería mecánica e ingeniería química.
Después de la guerra franco-prusiana de 1870-1871, la escuela de ingeniería ha sido renombrado Institut industriel du Nord (IDN). Su heredero es École centrale de Lille.

## Profesores y antiguos alumnos destacados

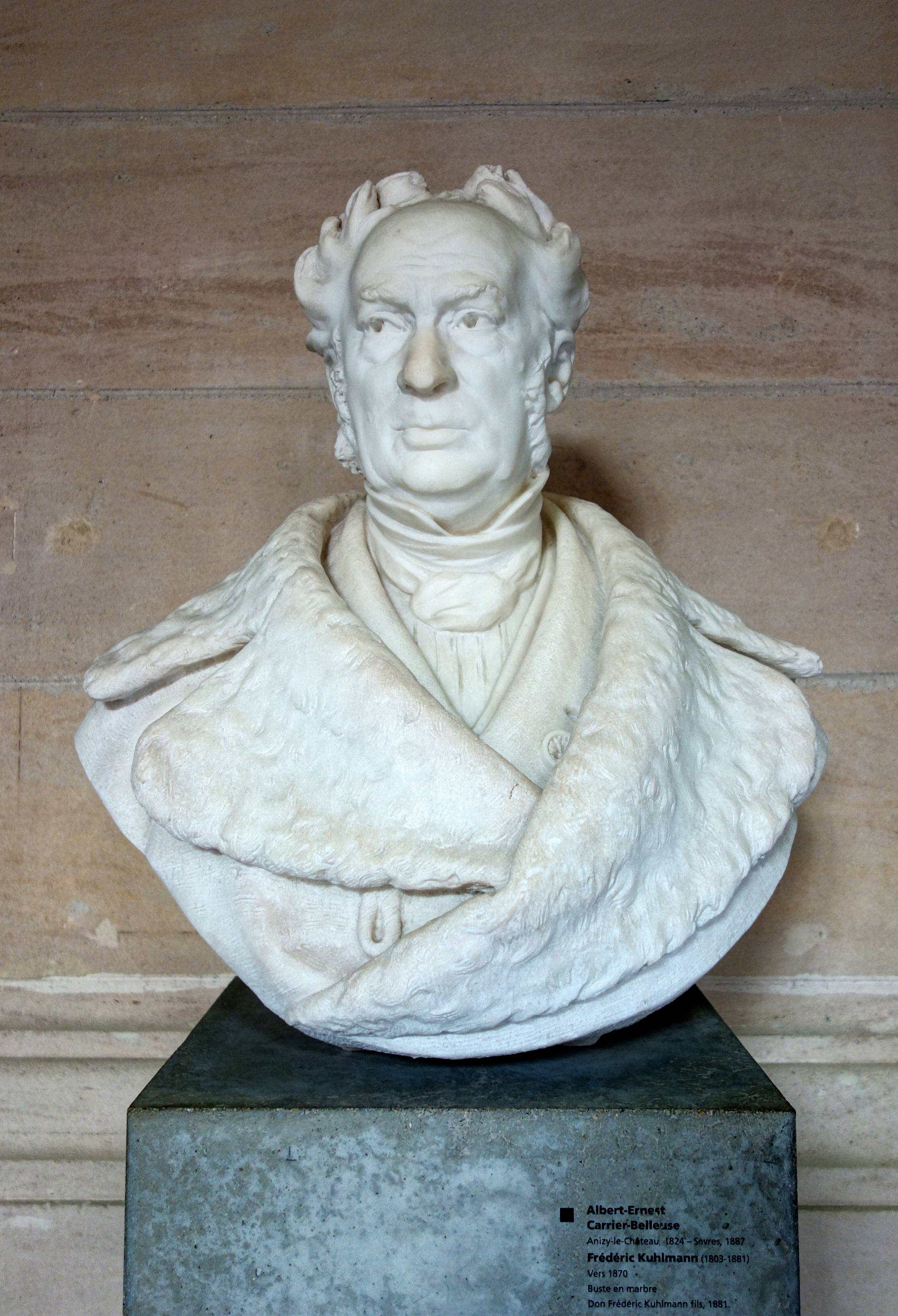
Frédéric Kuhlmann, profesor de química, industrial y fundador de la escuela
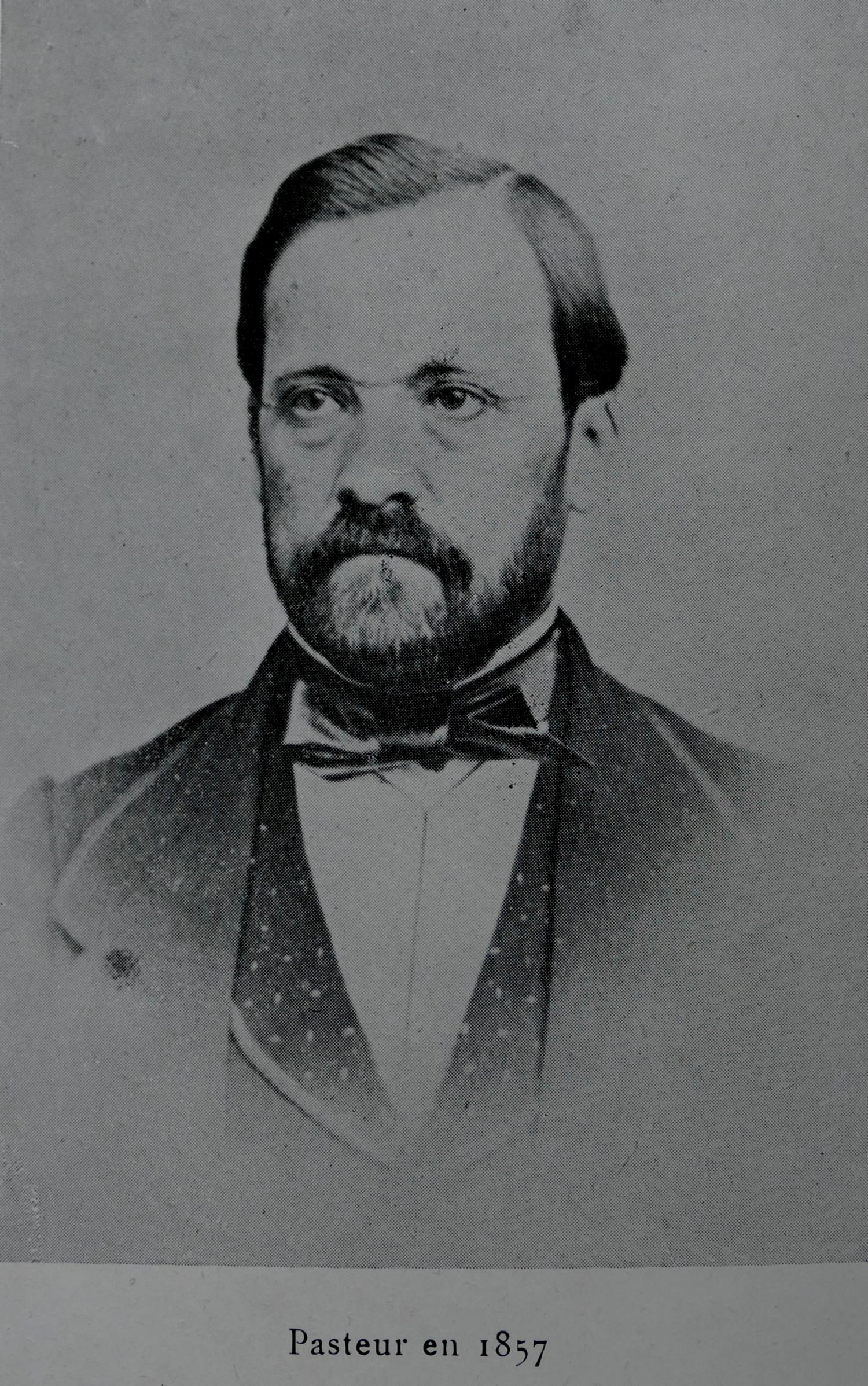
Louis Pasteur, decano de la Facultad de Ciencias (Universidad de Lille) y el supervisor de la escuela de ingeniería
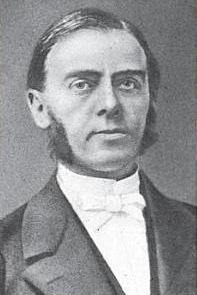
Claude-Auguste Lamy, profesor de física